# Галюк Назарій В'ячеславович
Галюк Назарій В'ячеславович (28 грудня 1988, Нетішин — 1 січня 2016) — солдат, снайпер-розвідник ударної роти 24 штурмового батальйону «Айдар». Позивний — Тарас.

## Життєпис
Народився 28 грудня 1988 р. у м. Нетішині Хмельницької області.
Навчався в Нетішинському НВК «Загальноосвітня школа І-ІІ ст. та ліцей», який закінчив у 2004 році. З 2004 по 2007 навчався в Острозькому вищому професійному училищі за спеціальністю «Слюсар з ремонту транспортних засобів».
У перші дні весни 2015 року пішов на фронт добровольцем, поповнивши ряди воїнів легендарного батальйону «Айдар». У середині березня склав військову присягу на вірність українському народові.
Назарій під час АТО брав участь у бойових діях на території Донецької та Луганської областей у складі ударної роти 24 штурмового батальйону «Айдар».
У новорічну ніч 1 січня 2016 року під час виконання бойового завдання неподалік Горлівки ворожа куля забрала життя снайпера-розвідника Назарія Галюка.
Назарій став прикладом справжнього патріотизму та жертовної відданості Батьківщині задля досягнення перемоги українського народу.